# ヨゼフ・ラダ
ヨゼフ・ラダ (Josef Lada、1887年12月17日 – 1957年12月14日)は、チェコスロバキアの画家、イラストレーター、絵本作家。

## 生涯

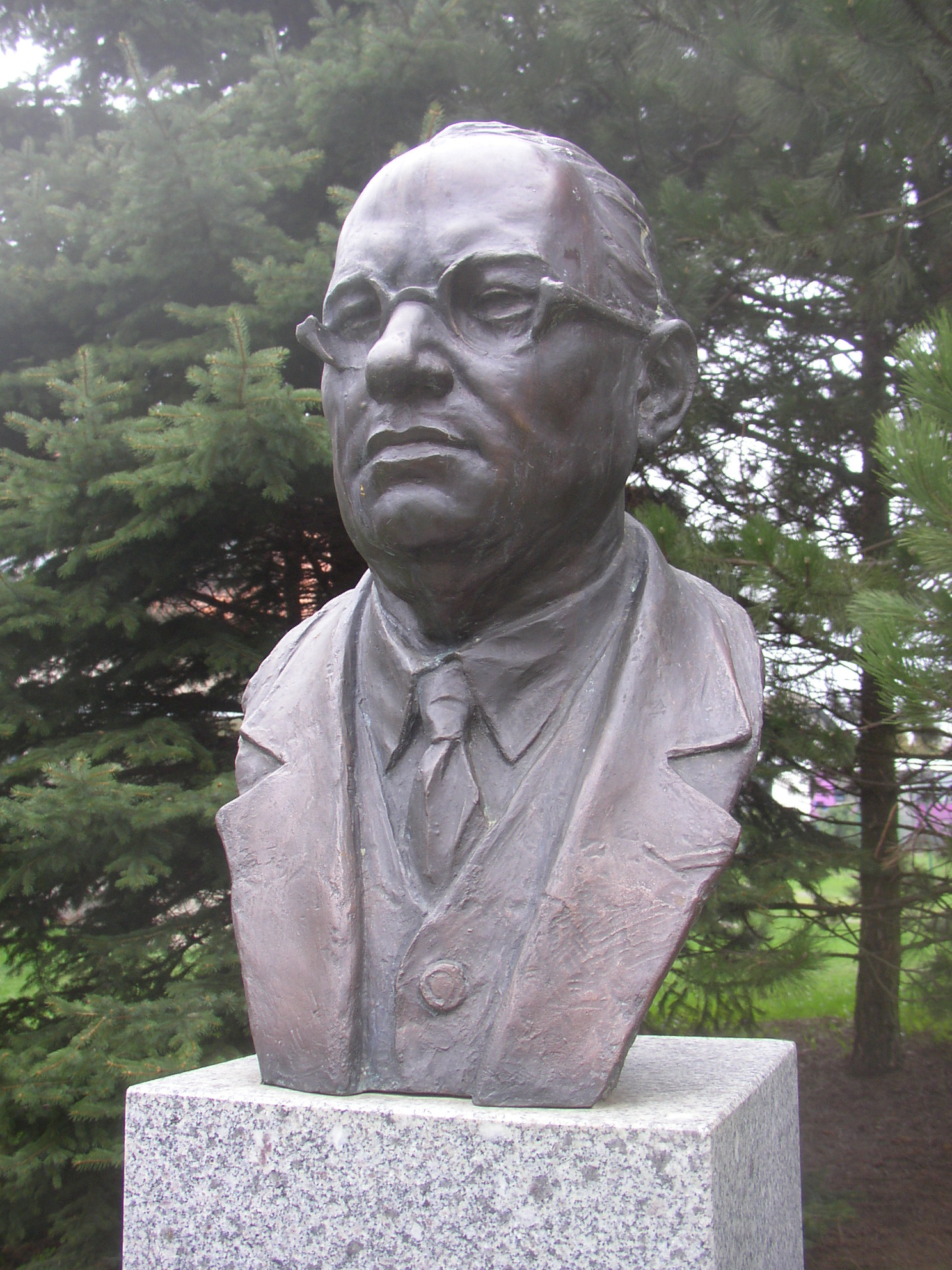
ヨゼフ・ラダ

オーストリア・ハンガリー帝国ボヘミアの人口約400人余りの小さな村フルシツェで生まれる。靴職人の家であり、兄1人姉2人の4人兄弟の末っ子。
1901年にプラハへゆき劇場の装飾を学ぶが、その後、製本屋の徒弟になり、そのかたわら夜の描画教室に通い続けた。1903年に初めて国民劇場を訪れ、感銘を受ける。1906年にプラハの芸術工芸学校へ入学するが、翌年、中退。
独学から独特のスタイルを作りあげ、雑誌、新聞の風刺画家として活躍する。また、劇場の演劇やオペラのセットと衣装にも関わった。
『黒ねこミケシュのぼうけん』、『森と牧場のものがたり』、『きつねものがたり』、『きつねとおおかみ』、『おばけとかっぱ』といった数多くの絵本と童話の絵や文を書いている。また、1907年に知り合って以来の友人だった作家ヤロスラフ・ハシェクの長編『兵士シュヴェイクの冒険』の挿絵を担当している。
1957年にプラハで死去。1923年に結婚し、1925年に生まれた娘のアレナはのちに父と同じく画家、イラストレーターとなっている。

## 邦訳
- 『黒ねこミケシュのぼうけん』、(ヨゼフ・ラダ文・絵、小野田澄子訳、岩波書店)
- 『きつねものがたり』、(ヨゼフ・ラダ文・絵、内田莉莎子訳、福音館書店)
- 『おばけとかっぱ』、(ヨゼフ・ラダ文・絵、岡野裕訳、内田莉莎子訳、福音館書店)
- 『きつねとおおかみ』、(ヨゼフ・ラダ絵、ヤン・ヴラーナ文、かなやまみさこ訳、ほるぷ出版)
- 『森と牧場のものがたり』、(ヨゼフ・ラダ絵、ヴィエラ・プロヴァズニコヴァー文、さくまゆみこ訳、佑学社)
- 『どうぶつだいすき』、(ヨゼフ・ラダ絵、イジー・ジャーチェク文、飯島周訳、平凡社)
- 『兵士シュヴェイクの冒険』、(ヨゼフ・ラダ絵、ヤロスラフ・ハシェク文、栗栖継訳、岩波文庫)
- 『おおきくなったら:チェコのわらべうた』、(ヨゼフ・ラダ文・絵、内田莉莎子訳、福音館書店)